# 23e Critics' Choice Awards
De uitreiking van de 23e Critics' Choice Awards vond plaats op 11 januari 2018 in de Barker Hangar, een voormalige vliegtuighangar op het vliegveld van Santa Monica in Californië. Er werden prijzen uitgereikt in verschillende categorieën voor films en series uit het jaar 2017 in een ceremonie die werd gepresenteerd door Olivia Munn. De genomineerden werden op 6 december 2017 bekendgemaakt.

## Film - winnaars en genomineerden
De winnaars staan bovenaan in vet lettertype.

### Beste film
- The Shape of Water
  - The Big Sick
  - Call Me by Your Name
  - Darkest Hour
  - Dunkirk
  - The Florida Project
  - Get Out
  - Lady Bird
  - The Post
  - Three Billboards Outside Ebbing, Missouri

### Beste acteur
- Gary Oldman - Darkest Hour
  - Timothée Chalamet - Call Me by Your Name
  - Daniel Day-Lewis - Phantom Thread
  - James Franco - The Disaster Artist
  - Jake Gyllenhaal - Stronger
  - Tom Hanks - The Post
  - Daniel Kaluuya - Get Out

### Beste actrice
- Frances McDormand - Three Billboards Outside Ebbing, Missouri
  - Jessica Chastain - Molly's Game
  - Sally Hawkins - The Shape of Water
  - Margot Robbie - I, Tonya
  - Saoirse Ronan - Lady Bird
  - Meryl Streep - The Post

### Beste mannelijke bijrol
- Sam Rockwell - Three Billboards Outside Ebbing, Missouri
  - Willem Dafoe - The Florida Project
  - Armie Hammer - Call Me by Your Name
  - Richard Jenkins - The Shape of Water
  - Patrick Stewart - Logan
  - Michael Stuhlbarg - Call Me by Your Name

### Beste vrouwelijke bijrol
- Allison Janney - I, Tonya
  - Mary J. Blige - Mudbound
  - Hong Chau - Downsizing
  - Tiffany Haddish - Girls Trip
  - Holly Hunter - The Big Sick
  - Laurie Metcalf - Lady Bird
  - Octavia Spencer - The Shape of Water

### Beste jonge acteur / actrice
- Brooklynn Prince - The Florida Project
  - Mckenna Grace - Gifted
  - Dafne Keen - Logan
  - Millicent Simmonds - Wonderstruck
  - Jacob Tremblay - Wonder

### Beste acteerensemble
- Three Billboards Outside Ebbing, Missouri
  - Dunkirk
  - Lady Bird
  - Mudbound
  - The Post

### Beste regisseur
- Guillermo del Toro - The Shape of Water
  - Greta Gerwig - Lady Bird
  - Luca Guadagnino - Call Me by Your Name
  - Martin McDonagh - Three Billboards Outside Ebbing, Missouri
  - Christopher Nolan - Dunkirk
  - Jordan Peele - Get Out
  - Steven Spielberg - The Post

### Beste originele scenario
- Jordan Peele - Get Out
  - Guillermo del Toro en Vanessa Taylor - The Shape of Water
  - Greta Gerwig - Lady Bird
  - Emily V. Gordon en Kumail Nanjiani - The Big Sick
  - Liz Hannah en Josh Singer - The Post
  - Martin McDonagh - Three Billboards Outside Ebbing, Missouri

### Beste bewerkte scenario
- James Ivory - Call Me by Your Name
  - Scott Neustadter en Michael H. Weber - The Disaster Artist
  - Dee Rees en Virgil Williams - Mudbound
  - Aaron Sorkin - Molly's Game
  - Jack Thorne, Steve Conrad en Stephen Chbosky - Wonder

### Beste camerawerk
- Roger Deakins - Blade Runner 2049
  - Hoyte van Hoytema - Dunkirk
  - Dan Laustsen - The Shape of Water
  - Rachel Morrison - Mudbound
  - Sayombhu Mukdeeprom - Call Me by Your Name

### Beste productieontwerp
- Paul Denham Austerberry, Shane Vieau en Jeff Melvin - The Shape of Water
  - Jim Clay en Rebecca Alleway - Murder on the Orient Express
  - Nathan Crowley en Gary Fettis - Dunkirk
  - Dennis Gassner en Alessandra Querzola - Blade Runner 2049
  - Sarah Greenwood en Katie Spencer - Beauty and the Beast
  - Mark Tildesley en Véronique Melery - Phantom Thread

### Beste montage
- Paul Machliss en Jonathan Amos - Baby Driver
- Lee Smith - Dunkirk
  - Michael Kahn en Sarah Broshar - The Post
  - Joe Walker - Blade Runner 2049
  - Sidney Wolinsky - The Shape of Water

### Beste kostuumontwerp
- Mark Bridges - Phantom Thread
  - Renée April - Blade Runner 2049
  - Jacqueline Durran - Beauty and the Beast
  - Lindy Hemming - Wonder Woman
  - Luis Sequeira - The Shape of Water

### Beste grime en haarstijl
- Darkest Hour
  - Beauty and the Beast
  - I, Tonya
  - The Shape of Water
  - Wonder

### Beste visuele effecten
- War for the Planet of the Apes
  - Blade Runner 2049
  - Dunkirk
  - The Shape of Water
  - Thor: Ragnarok
  - Wonder Woman

### Beste animatiefilm
- Coco
  - The Breadwinner
  - Despicable Me 3
  - The Lego Batman Movie
  - Loving Vincent

### Beste actiefilm
- Wonder Woman
  - Baby Driver
  - Logan
  - Thor: Ragnarok
  - War for the Planet of the Apes

### Beste komedie
- The Big Sick
  - The Disaster Artist
  - Girls Trip
  - I, Tonya
  - Lady Bird

### Beste acteur in een komedie
- James Franco - The Disaster Artist
  - Steve Carell - Battle of the Sexes
  - Chris Hemsworth - Thor: Ragnarok
  - Kumail Nanjiani - The Big Sick
  - Adam Sandler - The Meyerowitz Stories (New and Selected)

### Beste actrice in een komedie
- Margot Robbie - I, Tonya
  - Tiffany Haddish - Girls Trip
  - Zoe Kazan - The Big Sick
  - Saoirse Ronan - Lady Bird
  - Emma Stone - Battle of the Sexes

### Beste sciencefiction / horrorfilm
- Get Out
  - Blade Runner 2049
  - It
  - The Shape of Water

### Beste niet-Engelstalige film
- In the Fade
  - BPM (Beats per Minute)
  - A Fantastic Woman
  - First They Killed My Father
  - The Square
  - Thelma

### Beste filmsong
- "Remember Me" - Coco
  - "Evermore" - Beauty and the Beast
  - "Mystery of Love" - Call Me by Your Name
  - "Stand Up for Something" - Marshall
  - "This Is Me" - The Greatest Showman

### Beste filmmuziek
- Alexandre Desplat - The Shape of Water
  - Jonny Greenwood - Phantom Thread
  - Dario Marianelli - Darkest Hour
  - Benjamin Wallfisch en Hans Zimmer - Blade Runner 2049
  - John Williams - The Post
  - Hans Zimmer - Dunkirk

### Films met meerdere nominaties
De volgende films ontvingen meerdere nominaties:
| Nominaties | Film                                      | Awards |
| ---------- | ----------------------------------------- | ------ |
| 14         | The Shape of Water                        | 4      |
| 8          | Call Me by Your Name                      | 1      |
| 8          | Dunkirk                                   | 1      |
| 8          | Lady Bird                                 |        |
| 8          | The Post                                  |        |
| 7          | Blade Runner 2049                         | 1      |
| 6          | Three Billboards Outside Ebbing, Missouri | 3      |
| 5          | The Big Sick                              | 1      |
| 5          | Get Out                                   | 2      |
| 5          | I, Tonya                                  | 2      |
| 4          | Beauty and the Beast                      |        |
| 4          | Darkest Hour                              | 2      |
| 4          | The Disaster Artist                       | 1      |
| 4          | Mudbound                                  |        |
| 4          | Phantom Thread                            | 1      |
| 3          | The Florida Project                       | 1      |
| 3          | Girls Trip                                |        |
| 3          | Logan                                     |        |
| 3          | Thor: Ragnarok                            |        |
| 3          | Wonder                                    |        |
| 3          | Wonder Woman                              | 1      |
| 2          | Baby Driver                               | 1      |
| 2          | Battle of the Sexes                       |        |
| 2          | Coco                                      | 2      |
| 2          | Molly's Game                              |        |
| 2          | War for the Planet of the Apes            | 1      |

## Televisie - winnaars en genomineerden
De winnaars staan bovenaan in vet lettertype.

### Beste dramaserie
- The Handmaid's Tale
  - American Gods
  - The Crown
  - Game of Thrones
  - Stranger Things
  - This Is Us

### Beste acteur in een dramaserie
- Sterling K. Brown - This Is Us
  - Paul Giamatti - Billions
  - Freddie Highmore - Bates Motel
  - Ian McShane - American Gods
  - Bob Odenkirk - Better Call Saul
  - Liev Schreiber - Ray Donovan

### Beste actrice in een dramaserie
- Elisabeth Moss - The Handmaid's Tale
  - Caitriona Balfe - Outlander
  - Christine Baranski - The Good Fight
  - Claire Foy - The Crown
  - Tatiana Maslany - Orphan Black
  - Robin Wright - House of Cards

### Beste mannelijke bijrol in een dramaserie
- David Harbour - Stranger Things
  - Bobby Cannavale - Mr. Robot
  - Asia Kate Dillon - Billions
  - Peter Dinklage - Game of Thrones
  - Delroy Lindo - The Good Fight
  - Michael McKean - Better Call Saul

### Beste vrouwelijke bijrol in een dramaserie
- Ann Dowd - The Handmaid's Tale
  - Gillian Anderson - American Gods
  - Emilia Clarke - Game of Thrones
  - Cush Jumbo - The Good Fight
  - Margo Martindale - Sneaky Pete
  - Chrissy Metz - This Is Us

### Beste komedieserie
- The Marvelous Mrs. Maisel
  - The Big Bang Theory
  - Black-ish
  - GLOW
  - Modern Family
  - Patriot

### Beste acteur in een komedieserie
- Ted Danson - The Good Place
  - Anthony Anderson - Black-ish
  - Aziz Ansari - Master of None
  - Hank Azaria - Brockmire
  - Thomas Middleditch - Silicon Valley
  - Randall Park - Fresh Off the Boat

### Beste actrice in een komedieserie
- Rachel Brosnahan - The Marvelous Mrs. Maisel
  - Kristen Bell - The Good Place
  - Alison Brie - GLOW
  - Sutton Foster - Younger
  - Ellie Kemper - Unbreakable Kimmy Schmidt
  - Constance Wu - Fresh Off the Boat

### Beste mannelijke bijrol in een komedieserie
- Walton Goggins - Vice Principals
  - Tituss Burgess - Unbreakable Kimmy Schmidt
  - Sean Hayes - Will & Grace
  - Marc Maron - GLOW
  - Kumail Nanjiani - Silicon Valley
  - Ed O'Neill - Modern Family

### Beste vrouwelijke bijrol in een komedieserie
- Mayim Bialik - The Big Bang Theory
  - Alex Borstein - The Marvelous Mrs. Maisel
  - Betty Gilpin - GLOW
  - Jenifer Lewis - Black-ish
  - Alessandra Mastronardi - Master of None
  - Rita Moreno - One Day at a Time

### Beste miniserie
- Big Little Lies
  - American Vandal
  - Fargo
  - Feud: Bette and Joan
  - Godless
  - The Long Road Home

### Beste televisiefilm
- The Wizard of Lies
  - Flint
  - I Am Elizabeth Smart
  - The Immortal Life of Henrietta Lacks
  - Sherlock: The Lying Detective

### Beste acteur in een miniserie of televisiefilm
- Ewan McGregor - Fargo
  - Jeff Daniels - Godless
  - Robert De Niro - The Wizard of Lies
  - Jack O'Connell - Godless
  - Evan Peters - American Horror Story: Cult
  - Bill Pullman - The Sinner
  - Jimmy Tatro - American Vandal

### Beste actrice in een miniserie of televisiefilm
- Nicole Kidman - Big Little Lies
  - Jessica Biel - The Sinner
  - Alana Boden - I Am Elizabeth Smart
  - Carrie Coon - Fargo
  - Jessica Lange - Feud: Bette and Joan
  - Reese Witherspoon - Big Little Lies

### Beste mannelijke bijrol in een miniserie of televisiefilm
- Alexander Skarsgård - Big Little Lies
  - Johnny Flynn - Genius
  - Benito Martinez - American Crime
  - Alfred Molina - Feud: Bette and Joan
  - David Thewlis - Fargo
  - Stanley Tucci - Feud: Bette and Joan

### Beste vrouwelijke bijrol in een miniserie of televisiefilm
- Laura Dern - Big Little Lies
  - Judy Davis - Feud: Bette and Joan
  - Jackie Hoffman - Feud: Bette and Joan
  - Regina King - American Crime
  - Michelle Pfeiffer - The Wizard of Lies
  - Mary Elizabeth Winstead - Fargo

### Beste talkshow
- Jimmy Kimmel Live!
  - Ellen
  - Harry
  - The Late Late Show with James Corden
  - The Tonight Show Starring Jimmy Fallon
  - Watch What Happens Live with Andy Cohen

### Beste animatieserie
- Rick and Morty
  - Archer
  - Bob's Burgers
  - BoJack Horseman
  - Danger & Eggs
  - The Simpsons

### Beste ongestructureerde realityserie
- Born This Way
  - Ice Road Truckers
  - Intervention
  - Live PD
  - Ride with Norman Reedus
  - Teen Mom OG

### Beste gestructureerde realityserie
- Shark Tank
  - The Carbonaro Effect
  - Fixer Upper
  - The Profit
  - Undercover Boss
  - Who Do You Think You Are?

### Beste talentenjacht
- The Voice
  - America's Got Talent
  - Chopped
  - Dancing with the Stars
  - Project Runway
  - RuPaul's Drag Race

### Beste presentator talentenjacht
- RuPaul - RuPaul's Drag Race
  - Ted Allen - Chopped
  - Tyra Banks - America's Got Talent
  - Tom Bergeron - Dancing with the Stars
  - Cat Deeley - So You Think You Can Dance
  - Joanna en Chip Gaines - Fixer Upper

### Series met meerdere nominaties
De volgende series ontvingen meerdere nominaties:
| Nominaties | Serie                     | Awards |
| ---------- | ------------------------- | ------ |
| 6          | Feud: Bette and Joan      |        |
| 5          | Big Little Lies           | 4      |
| 5          | Fargo                     | 1      |
| 4          | GLOW                      |        |
| 3          | American Gods             |        |
| 3          | Black-ish                 |        |
| 3          | Game of Thrones           |        |
| 3          | Godless                   |        |
| 3          | The Good Fight            |        |
| 3          | The Handmaid's Tale       | 3      |
| 3          | The Marvelous Mrs. Maisel | 2      |
| 3          | This Is Us                | 1      |
| 3          | The Wizard of Lies        | 1      |
| 2          | American Crime            |        |
| 2          | American Vandal           |        |
| 2          | America's Got Talent      |        |
| 2          | Better Call Saul          |        |
| 2          | The Big Bang Theory       | 1      |
| 2          | Billions                  |        |
| 2          | Chopped                   |        |
| 2          | The Crown                 |        |
| 2          | Dancing with the Stars    |        |
| 2          | Fixer Upper               |        |
| 2          | Fresh Off the Boat        |        |
| 2          | The Good Place            | 1      |
| 2          | I Am Elizabeth Smart      |        |
| 2          | Master of None            |        |
| 2          | Modern Family             |        |
| 2          | RuPaul's Drag Race        | 1      |
| 2          | Silicon Valley            |        |
| 2          | The Sinner                |        |
| 2          | Stranger Things           | 1      |
| 2          | Unbreakable Kimmy Schmidt |        |